# Tolerancija oblika i položaja
Tolerancija oblika i položaja se uvodi jer pored odstupanja dužinskih mjera strojnih dijelova dolazi, u većoj ili manjoj mjeri, i do odstupanja njihovih konturnih linija i površina od idealnih geometrijskih oblika. Zbog toga nije moguće postići točno nalijeganje površina i podudaranje osi. Uzroci odstupanja oblika i položaja su u osnovi isti kao i uzroci odstupanja dužinskih mjera.

## Vrste tolerancija oblika i položaja

### Tolerancija oblika
Kod tolerancija oblika toleriraju se sljedeća svojstva:
- pravocrtnost
- ravnost
- kružnost
- cilindričnost
- oblik crte
- oblik plohe

### Tolerancija položaja
Kod tolerancija položaja razlikuju se :
- odstupanja po pravcu

- odstupanje paralelnosti (neparalelnost) osi i površina
- odstupanje okomitosti
- odstupanje kuta nagiba

- odstupanja po mjestu:

- odstupanja od lokacije (npr. os provrta mora ležati unutar valjak promjera t)

(vrijednost tolerancije), čija se os nalazi na idealnom mjestu 
- odstupanje od koaksijalnosti (koncentričnosti)
- odstupanje simetričnosti

- odstupanja rotacijskih površina:

- radijalno bacanje (radijalna ispupčenost) pri rotaciji
- aksijalno kružno gibanje (aksijalna ispupčenost) pri rotaciji

Obzirom na zahtijevanu točnost izrade strojnih dijelova, odstupanja oblika i položaja je potrebno omeđiti i propisivanjem potrebnih mjernim tolerancija. Ako na radioničkom nacrtu nije posebno propisana tolerancija oblika i položaja, moraju se dati potrebna odstupanja u sklopu tolerancija dužinskih mjera. U slučajevima kada funkcionalnost zahtijeva veću točnost oblika i položaja strojnih dijelova, potrebno je tolerancije oblika i položaja posebno propisati.

## Simboli
| Vrsta tolerancije               | Geometrijski opis     | Simbol | Može li se primijeniti kao svojstvo? | Može li se primijeniti za veličinu? | Može li utjecati na stvarne uvjete? | Koristi li se referecija? | Koristi li M izmjene? | Koristi li S izmjene? | Može li utjecati s ostalim tolerancijama? | Može li utjecati s pomakom tolerancija? |
| ------------------------------- | --------------------- | ------ | ------------------------------------ | ----------------------------------- | ----------------------------------- | ------------------------- | --------------------- | --------------------- | ----------------------------------------- | --------------------------------------- |
| Oblik                           | Pravocrtnost          |        | Da                                   | Da                                  | Da (bilješka 1)                     | Ne                        | Da (bilješka 1)       | Ne (bilješka 5)       | Da (bilješka 4)                           | Ne                                      |
| Oblik                           | Ravnost               |        | Da                                   | Ne                                  | Ne                                  | Ne                        | Ne                    | Ne (bilješka 5)       | Ne                                        | Ne                                      |
| Oblik                           | Kružnost              |        | Da                                   | Ne                                  | Ne                                  | Ne                        | Ne                    | Ne (bilješka 5)       | Ne                                        | Ne                                      |
| Oblik                           | Cilindričnost         |        | Da                                   | Ne                                  | Ne                                  | Ne                        | Ne                    | Ne (bilješka 5)       | Ne                                        | Ne                                      |
| Oblik                           | Oblik linije          |        | Da                                   | Ne                                  | Ne                                  | Da (bilješka 2)           | Ne                    | Ne (bilješka 5)       | Ne                                        | Yes (bilješka 3)                        |
| Oblik                           | Oblik plohe           |        | Da                                   | Ne                                  | Ne                                  | Da (bilješka 2)           | Ne                    | Ne (bilješka 5)       | Ne                                        | Da (bilješka 3)                         |
| Odstupanje po pravcu            | Okomitost             |        | Da                                   | Da                                  | Da (bilješka 1)                     | Da                        | Da (bilješka 1)       | Ne (bilješka 5)       | Da (bilješka 4)                           | Da (bilješka 3)                         |
| Odstupanje po pravcu            | Kut nagiba            |        | Da                                   | Da                                  | Da (bilješka 1)                     | Da                        | Da (bilješka 1)       | Ne (note 5)           | Da (bilješka 4)                           | Da (bilješka 3)                         |
| Odstupanje po pravcu            | Paralelnost           |        | Da                                   | Da                                  | Da (bilješka 1)                     | Da                        | Da (bilješka 1)       | Ne (bilješka 5)       | Da (bilješka 4)                           | Da (bilješka 3)                         |
| Odstupanje po mjestu            | Simetričnost          |        | ? (bilješka 6)                       | ? (bilješka 6)                      | ? (bilješka 6)                      | ? (bilješka 6)            | ? (bilješka 6)        | ? (bilješka 6)        | ? (bilješka 6)                            | ? (bilješka 6)                          |
| Odstupanje po mjestu            | Smještaj              |        | Ne                                   | Da                                  | Da                                  | Da                        | Da                    | Da                    | Da (bilješka 4)                           | Da (bilješka 3)                         |
| Odstupanje po mjestu            | Koncentričnost        |        | Ne                                   | Da                                  | Da                                  | Da                        | Ne                    | Ne (bilješka 5)       | Ne                                        | Ne                                      |
| Odstupanja rotacijskih površina | Radijalna ispupčenost |        | Da                                   | Da                                  | Da (bilješka 1)                     | Da                        | Ne                    | Ne (bilješka 5)       | Ne                                        | Ne                                      |
| Odstupanja rotacijskih površina | Aksijalna ispupčenost |        | Da                                   | Da                                  | Da (bilješka 1)                     | Da                        | Ne                    | Ne (bilješka 5)       | Ne                                        | Ne                                      |

Napomene:
1. Kada se primjenjuje svojstvo veličine.
2. Može se koristiti za kontrolu i bez referentne vrijednosti.
3. Kada je referentna vrijednost veličine s obzirom na najveći uvjeti materijala.
4. Kada je najveći uvjet materijala korišten.
5. Automatski prema napomeni 3.
6. U nekim prijašnjim verzijama standarda, simetričnost nije bila uključena.
| Simbol | Izmjena                                     |
| ------ | ------------------------------------------- |
| F      | Slobodno stanje                             |
| L      | Najmanji uvjeti materijala                  |
| M      | Najveći uvjeti materijala                   |
| P      | Prenesena zona tolerancije                  |
| S      | S obzirom na svojstvo veličine (bilješka 1) |
| T      | Tangentna ravnina                           |
| U      | Jednostran (bilješka 2)                     |

Referentna vrijednost može biti površina, linija ili točka:
{\displaystyle {\displaystyle \Box }\!\!\!\!{\scriptstyle {\mathsf {A}}}\!-\!\!\!-\!\!\!\blacktriangleleft \!\!\!|}